# Thymus sipyleus
Thymus sipyleus — вид рослин родини глухокропивові (Lamiaceae), поширений на Східних Егейських островах, Туреччині, Закавказзі (Азербайджан, Вірменія, Грузія).

## Опис
Низький деревний і вільно розгалужений напівчагарник, що формує щільні подушки. Квіткові стебла 1–7 см, прямі, волохаті переважно короткими волосками; пахвові кластери малих, яйцюватих листів, які щільно перекриваються, наявні. Стеблові листки 3–6 мм, яйцювато-ланцетні, тупі. Чашечка 3.2–3.8 мм, зазвичай зелена, ± дзвоноподібна. Вінчик білий, іноді рожевий, 5–6 мм

## Поширення
Країни поширення: Східні Егейські острови (Греція), Туреччина, Закавказзя (Азербайджан, Вірменія та Грузія).
Населяє гірські степи, скелясті схили.